# Polska Kapela Ludowa Feliksa Dzierżanowskiego
Polska Kapela Ludowa Feliksa Dzierżanowskiego – orkiestra wykonującą muzykę ludową i wystylizowaną na ludową, założona przez kompozytora i dyrygenta Feliksa Dzierżanowskiego w 1933 r. podróżująca na tournée po kraju i regularnie występująca w Polskim Radiu. W 1937 r. wystąpiła z koncertem "Płynie Wisła płynie, po polskiej krainie" w Wolnym Mieście Gdańsku ("Koncert był wielką manifestacją polskości wśród szalejącego już wówczas terroru faszystów hitlerowskich." według słów Feliksa Dzierżanowskiego).
Popularna w Polskim Radiu i koncertach po 1945 posiadała liczne nagrania. W 1970 odbyła długie tournée po ośrodkach polonijnych w Ameryce Północnej odbywając m.in. 29 koncertów w ciągu miesiąca. Po śmierci Feliksa Dzierżanowskiego w 1975 r. przemianowana na Polską Kapelę Ludową im. Feliksa Dzierżanowskiego, w końcu lat 70. XX w. zaprzestała działalności.
Utwory wykonywane przez Polską Kapelę Ludową Feliksa Dzierżanowskiego były często rejestrowane i wydawane na płytach gramofonowych. Muzyka była wykorzystywana w filmach, m.in. w początkowej scenie filmu Rejs reż. Marka Piwowskiego wykorzystano Oblekoński oberek w wykonaniu Polskiej Kapeli Ludowej Feliksa Dzierżanowskiego.

## Wybrana dyskografia
- 1969 - Zabawa do rana - Polska Kapela Ludowa Feliksa Dzierżanowskiego. Polskie Nagrania Muza XL 0389 analog mono

strona A
1. Nie masz jak nasz kraj
2. Hej tam od Krakowa - krakowiak
3. Wesele - walc
4. Młynarz ze Zgierza - polka
5. Piratka - polka
6. Zielony kujawiak

strona B
1. Na tysiąclecie Polski - mazur
2. Pod pantoflem - polka
3. Na medal - polka
4. Pod starą melodyjkę - walc
5. Poczkaj, poczkaj - polka
6. Kasieńska - kujawiak
7. Z Międzyborowa - oberek

- 1971 - Polska Kapela Ludowa Feliksa Dzierżanowskiego -Polskie Nagrania Muza XL 0746 / SXL 0746 analog mono/stereo

strona A
1. Hej tam od Krakowa - krakowiaki
2. Zośka figlarka - polka
3. Świerszczykowe skrzypeczki - polka
4. Walc od Krynicy
5. Piastowski mazur
6. Śmieszka - polka

strona B
1. Nie masz tańca nad mazura
2. Wesele w jezioranach - oberek
3. Idą dziewczyny - - kujawiak
4. W Raciborzu na ryneczku - polka
5. Koraliczki - kujawiak
6. Na ruchomych schodach - polka
7. Było nie było - oberek

- Polskie Nagrania (tłoczenie – Lento) L-0106

utwory:
1. Raz, a dobrze – polka (A. Mioduszewski)
2. Na Kujawach pięknie grają  (A. Dziegiecki)
3. Wesoły Wacuś – oberek (F. Dzierżanowski)
4. Marynarska polka (F. Dzierżanowski)
5. Zawierucha – oberek (K. Namysłowski)
6. Krzyś – polka (D. Mrozowska)
7. Z naszej wsi – oberek (St. Miszczak)

- 2008 - Melodie Do Tańca Polska Kapela Ludowa Feliksa Dzierżanowskiego -  Wytwórnia: V&A,  CD, 5905912553352

utwory:
1. Pożegnanie ojczyzny
2. Świerszczykowe skrzypeczki - polka (F.Dzierżanowski, E. Rastawicki)
3. Gęsi za wodą
4. Słynie Kraków śliczny
5. Znad Wisły
6. Zośka figlarka  - polka (F.Dzierżanowski)
7. Czerwone korale
8. Kujawiaki (słońce już za górą)
9. Kaszubska polka
10. Maciek
11. Krzyś
12. Wesele
13. Oj markotno
14. Od Krakowa do Makowa
15. Na Kujawach pięknie grają
16. Walc z Krynicy
17. Było nie było - oberek (W.Pawelec)
18. Idą dziewczyny - kujawiak (W. Pawelec, H. Piotrowski)

Archiwalne nagrania Polskiej Kapeli Ludowej Feliksa Dzierżanowskiego dostępne są na płytach CD Polskich Nagrań – składankach muzyki ludowej m.in.:
- Składanka krakowiaków, PNCD 279
- Składanka kujawiaków, PNCD 258
- Składanka mazurów, PNCD 274
- Składanka oberków, PNCD 252
- Składanka polek, PNCD 023
- Składanka polonezów, PNCD 254

## Literatura
- Andrzej Pettyn "Patroni ulic Milanówka – Feliks Dzierżanowski" Biuletyn miasta Milanówka nr (5) 2005, ISSN – 1508-6666